# Vitellone Bianco dell'Appennino Centrale
Il Vitellone Bianco dell'Appennino Centrale (IGP) è un prodotto di carne a Indicazione geografica protetta che fa riferimento a carne bovina di allevamento di razza chianina, marchigiana e romagnola, ricavata sia da maschi che da femmine, di età compresa fra i 12 ed i 24 mesi .
L'Indicazione Geografica Protetta, "Vitellone Bianco dell'Appennino Centrale" è, ad oggi, l'unico marchio di qualità per le carni bovine fresche approvato dalla Comunità Europea per l'Italia.
Il Vitellone Bianco dell'Appennino Centrale ha un significato ben preciso:
- Vitellone, perché con questo termine venivano indicati i bovini da carne di età compresa fra i 12 e i 24 mesi. A questa età gli animali sono giovani e la carne di queste razze resta molto magra, con una composizione in acidi grassi molto favorevole all'alimentazione moderna.
- Bianco, perché i bovini di queste razze hanno il mantello bianco che ben risalta sulla cute nero-ardesia, che permette a questi bovini di tollerare ottimamente le radiazioni solari dei tipici ambienti pascolativi.
- dell'Appennino centrale, rappresenta l'indicazione di origine, perché questa è la zona dove, tradizionalmente, le razze bovine chianina, marchigiana e romagnola sono allevate da oltre 1500 anni, alimentandosi con foraggi e mangimi tipici dell'area.

## Descrizione
I vitelloni certificati con il marchio IGP Vitellone Bianco dell'Appennino Centrale sono soggetti nati e allevati nelle aziende sottoposte ai controlli per le verifiche del rispetto del disciplinare di produzione e rientranti nell'area tipica e venduti nei punti vendita autorizzati.
La produzione di carne IGP è regolamentata da un disciplinare di produzione costituito da 7 articoli in cui vengono indicati i parametri produttivi e qualitativi a cui tutti i soggetti della filiera devono soggiacere al fine della certificazione.
Come previsto nel disciplinare di produzione dell'IGP Vitellone Bianco dell'Appennino Centrale, i vitelli sono seguiti fin dai primi giorni di vita e allattati dalle madri fino allo svezzamento che avviene normalmente a cinque sei mesi di età, successivamente la base alimentare è rappresentata da foraggi freschi o conservati provenienti da coltivazioni erbacee tipiche della zona di allevamento.
La macellazione è effettuata esclusivamente tra i 12 e 24 mesi di età nei centri autorizzati situati all'interno della zona di produzione.
I controlli, effettuati dalla nascita alla macellazione, consentono di effettuare la certificazione del capo.
Un ispettore, che si trova presso il mattatoio, svolge le verifiche in tempo reale dei dati di tracciabilità e di conformità per poi procedere alla vera e propria fase di certificazione con l'emissione del documento di controllo e con la bollatura a fuoco della carcassa apponendo alle mezzene 18 marchi nei principali tagli commerciali.
Il documento di controllo, documento ufficiale approvato dal Ministero delle politiche agricole alimentari e forestali, è il vero e proprio attestato di garanzia del produttore che deve essere esposto obbligatoriamente sul bancone del punto vendita all'attenzione del consumatore.

## Zona di produzione
L'area geografica di produzione comprende un vasto territorio posto lungo la dorsale dell'Appennino centrale ricadente nelle province di Bologna, Ravenna, Forlì-Cesena, Rimini, Pesaro e Urbino, Ancona, Macerata, Ascoli Piceno, Teramo, Pescara, Chieti, L'Aquila, Campobasso, Isernia, Benevento, Avellino, Frosinone, Rieti, Viterbo, Terni, Perugia, Grosseto, Siena, Arezzo, Firenze, Prato, Livorno, Pisa.